# Maranatha
Maranatha je aramejský výraz používaný v prvotní církvi pravděpodobně jako pozdrav. Zapisuje se také jako marana tha (Pane, přijď!) nebo maran atha (Náš Pán přišel.). V Bibli se objevuje jen jednou, a to v Prvním listu Korintským, kapitola 16, verš 22 – 1Kor 16, 22 (Kral, ČEP). Obsahuje jej i jeden z nejstarších křesťanských mimobiblických textů Didaché.
Pojem Marantha je často využíván v názvech různých křesťanských institucí, zejména spojených s hudbou (např. americké hudební nakladatelství Maranatha! Music či český křesťanský sbor Maranatha Gospel Choir).